# サラ・ウォーターズ
サラ・アン・ウォーターズOBE（Sarah Ann Waters OBE、1966年7月2日 - ）は、ウェールズの小説家。ヴィクトリア朝を舞台にした作品で知られている。レズビアンのミステリー作家で、作品にも同性愛の描写が多く見られる。

## 人物
ケント大学で英文学を専攻した。1998年に処女作 "Tipping the Velvet" を発表した。
1999年に刊行した『半身』でサマセット・モーム賞を受賞。
2002年に "Affinity" で、英国推理作家協会賞（CWA賞）のうち優れた歴史ミステリーに与えられるエリス・ピーターズ賞を受賞している。
また2002年、2006年、2009年の3度に渡ってブッカー賞の最終候補となった。
2011年に英国のレズビアン系ウェブマガジンLesbiliciousの独占インタビューに「1920年代を舞台とした新作を2012年の終わりまでに完成させたい」と答えた。

## 著作

### 長編小説
| # | 邦題             | 原題                | 刊行年 | 刊行年月  | 訳者     | 出版社     |
| - | ---------------- | ------------------- | ------ | --------- | -------- | ---------- |
| 1 |                  | Tipping the Velvet  | 1998年 |           |          |            |
| 2 | 半身             | Affinity            | 1999年 | 2003年5月 | 中村有希 | 東京創元社 |
| 3 | 荊の城           | Fingersmith         | 2002年 | 2004年4月 | 中村有希 | 東京創元社 |
| 4 | 夜愁             | The Night Watch     | 2006年 | 2007年5月 | 中村有希 | 東京創元社 |
| 5 | エアーズ家の没落 | The Little Stranger | 2009年 | 2010年9月 | 中村有希 | 東京創元社 |
| 6 | 黄昏の彼女たち   | The Paying Guests   | 2014年 | 2016年1月 | 中村有希 | 東京創元社 |

### 短編小説
- Helen and Julia （2003年）

## 映像化作品
- Tipping the Velvet （2002年） イギリスBBC制作
- 荊の城 Fingersmith （2005年3月） イギリスBBC制作 180分
  - 日本では2007年11月2日、12月17日にWOWOWにて放映、2007年12月21日にDVDがリリースされた。
  - 「お嬢さん」（2016年、パク・チャヌク）。「茨の城」を原作としており、舞台を1930年代の韓国に置き換えている。
- The Night Watch （2010年） イギリスBBC制作